# Червоний Степ (Уланівська сільська громада)
Червоний Степ — село в Україні, в Уланівській сільській громаді Хмільницького району Вінницької області. Населення становить 139 осіб.

## Історія
З 1795 по 1797 рр.. входила до складу Брацлавкого намісництва Подільської губернії Російської імперії.
Географічно є горбистою рівниною. Водойми, що розташовані на території селища є джерелами для однієї з приток річки Південний Буг.
Селом тече річка Журавель.
Поселення на цій території виникло у 1908 році в результаті аграрної реформи, проведеної в той час прем'єр-міністром Російської імперії — П. А. Столипіним.
До 1919 року «місцевість» перебувала в складі Подільської губернії Вінницького повіту Острожецької волості.
Розташовується між досить старими селами: Ступник, Вишенька і Листопадівка. За словами вчителя історії — краєзнавця села Вишенька, Криворучко Михайла Профировича, на цьому місці була пасіка якогось штабс-капітана, що мав у володінні с. Малий Острожок.
За даними деякими даними в 1914 році селом Малий Остріжок володів Крачковіч Андрій Пржеславовіч. Так само зі слів Криворучко М. П. відомо, що цю пасіку штабс-капітан програв в картковій грі і вона стала належати господині села Вишенька — Огоновський Марті Адамівні.
У 1914 р. землевласником цих земель був Грибівський Амвросій Михайлович (224 десятини землі, згідно зі списком «Землевласників Вінницького повіту на 1914 рік».
Під час аграрної реформи, званої «Столипінською» на цій території продавали землю селянам, що вийшли з громад, які залишили общинний спосіб землекористування.
Одними з перших переселенців був Володимир Цимбал (селянин) і Архип Бубела (відставний військовий — осавул). Їх будинки стояли спочатку не там, де є їх залишки сьогодні. На території сучасного поля, між селищем і селом Вишенька, після оранки досі видно світлу пляму — сліди глини, залишки хати Володимира Цимбала.
Таким чином, на цьому місці утворилося поселення з різних сіл переселенців (Ступник, Брицьке, Малий Остріжок). Після 1917 року у заможних селян відібрали всю землю і майно. Люди змушені були селитися на місцях, зазначених представниками офіційної влади, таким чином, сформувалися сучасні обриси вулиць і розташування доріг. Статус населеного пункту селище отримало в 30-х роках 20-го століття, під час колективізації. У період колективізації багато жителів селища були «розкуркулені», переслідувалися владою.
Під час окупації німецькими військами у Другій світовій війні багато жителів були вивезені в Німеччину на роботи. Під час визволення від окупантів по території селища проходила передова лінія фронту. У будинку Федора Володимировича Цимбала перебував командний пункт підрозділи радянських військ, у той час там жила його дружина з дітьми, з цього місця велося керівництво наступом. З боку ж німців по цьому місцю вівся прицільний мінометний вогонь (що не досяг мети).
До 60-х років 20 століття селище перебувало у складі Уланівського району, а пізніше, аж до цього дня — у складі Хмільницького, Вінницької області. За часів СРСР селище було частиною великого колгоспу, була організована інфраструктура: магазин промислових товарів, школа (1-4 класи), кухня, де готувалася їжа для колгоспників, які працювали в полях, ферми для великої та дрібної рогатої худоби, силосні ями, заправна станція. Узаконений спосіб господарювання забезпечував населення достатньою кількістю робочих місць. У період «перебудови», тобто на рубежі 80х-90х років 20 століття колгосп занепав.
Сьогодні сільськогосподарські території обробляються фермерськими господарствами. Використовувані ними способи обробки землі раціональніші і багато жителів селища не працевлаштовані. Ті, хто не поїхав на заробітки, забезпечують потреби своїх родин за рахунок натурального господарства — продаж м'яса, молока, рослинних сільськогосподарських культур.
22 червня 2023 року рішенням Національної комісії зі стандартів державної мови віднесено до списку населених пунктів, які «можуть не відповідати лексичним нормам української мови», зокрема стосуватися «російської імперської чи колоніальної політики». Громаді рекомендовано обґрунтувати доцільність збереження поточної назви або запропонувати нову назву в установленому законодавством порядку.